# Technologies développées par Disney
La société Disney, à travers ses nombreuses filiales, a développé plusieurs technologies.

## Technologie de l'animation et du cinéma
Par ordre chronologique :
- le storyboard (après 1931), initié par Webb Smith[1].
- la caméra multiplane (1933), inventé par Bill Garity, système pour donner un effet de profondeur au dessin animé
- la "peinture ombre" (Shadow Paint, 1935) est une couleur noire transparente conçue pour réaliser les ombres[2]
- le système Animation Photo Transfer (début des années 1980), un procédé de transfert par photographie des cellulos[3]
- l'Automatic Camera Effects Systems (1977-1979) pour contrôler une caméra grâce à l'informatique[4]
- le système Computer Animation Production System (fin des années 1980), une suite informatisée pour l'encrage et la peinture des films d'animation[5]

## Technologie sonore
- Fantasound
- Mickey Track

## Technologie des parcs d'attractions
Voir Walt Disney Imagineering.
- les audio-animatronics
- les omnimovers
- les simulateurs de vol avec la technologie de Star Tours
- les cinémas à 360° de type Circle-Vision 360°
- Disney's FastPass
- Mickey Track
- Pal Mickey
- WEDWay